# Jean Sigrid
Pour les articles homonymes, voir Sigrid.
Jean Sigrid, né Dirk Desmedt à Bruxelles en 1920 et mort à Bruxelles le 5 janvier 1998, est un journaliste, dramaturge et critique théâtral belge.

## Biographie
Journaliste à La Libre Belgique dès 1948 et professeur à l'Institut national supérieur des arts du spectacle et des techniques de diffusion (INSAS), il participe au renouveau du théâtre belge d'après-guerre, avec Claude Étienne, Paul Willems, Henry Bauchau et Charles Bertin. Auteur de pièces de théâtre, il signe également le scénario d'un téléfilm réalisé pour la télévision belge par Paul Roland, Le Vélo dans l'herbe.

## Pièces de théâtre
- Mort d'une souris, 1968.
- Quoi de neuf, aruspice ?, 1970.
- L'Auto-stoppeur, 1976.
- L'Espadon, 1976.
- Le Bruit de tes pas, 1978.
- L'Ange couteau, 1980.
- Bijoux de famille, 1983.
- Pitié pour Violette, 1983.

## Prix
Prix triennal d'art dramatique en 1981 pour sa pièce L'Ange couteau et en 1972 pour Quoi de neuf, Aruspice ?